# Phelsuma andamanense
Phelsuma andamanense là một loài thằn lằn trong họ Gekkonidae. Loài này được Blyth mô tả khoa học đầu tiên năm 1861.